# Калиново (Тверська область)
Калиново (рос. Калиново) — присілок в Калінінському районі Тверської області Російської Федерації.
Населення становить 24 особи. Входить до складу муніципального утворення Нікулинське сільське поселення.

## Історія
Від 2005 року входить до складу муніципального утворення Нікулинське сільське поселення.

## Населення
| 2010 |
| ---- |
| 24   |